# Escoles velles (Abrera)
Les Escoles velles és una obra noucentista d'Abrera (Baix Llobregat) inclosa a l'Inventari del Patrimoni Arquitectònic de Catalunya.

## Descripció
Edifici fet de maó i pedra de planta rectangular molt allargassada, construït en un desnivell. Està cobert a dues aigües amb teula àrab i consta de planta i pis. S'estructura simètricament en tres cossos, el central més alt i sobresortit de la línia de façana. Destaca la presència de moltes obertures;. totes tenen una motllura en la seva part superior, de diferent tipologia. Sota la cornisa hi ha l'escut de la vila.

## Història
Edifici del 1924 que durant molts anys va ser l'única escola del poble, amb només dues aules, una per als nens i l'altra per a les nenes. Va ser sufragat per subscripció popular. Des de 1998, un cop restaurat, està destinat a hotel d'entitats.